# Wendy Linn Applequist
Wendy Linn Applequist (1970) es una botánica, y etnobotánica estadounidense.

## Biografía
Obtuvo su B.Sc. por la Universidad de Illinois en Urbana-Champaign, en 1994; y su Ph.D. por la Universidad del Estado de Iowa, en 1999.
Ha trabajado como investigadora en el Missouri Botanical Garden.

## Algunas publicaciones
- w.l. applequist, d.e. Moerman. 2011. Yarrow (Achillea millefolium L.): a neglected panacea? A review of ethnobotany, bioactivity, and biomedical research. Economic Botany 65:209–225

- ---------------------. 2011. A revision of the Dombeya rigida complex (Malvaceae). Adansonia 3, 33 (2): 249-262 en línea

- ---------------------. 2011. Proposal to conserve the name Ligusticum californicum (Apiaceae) with a conserved type. Taxon 59:1288–1289

- ---------------------, m. Callmander, g. Davidse, a. Sennikov, m. Thulin, p. Vorster, g. Yatskievych. 2010. Apportionment of institutional votes for the Nomenclature Section: a rebuttal to Smith & al. Taxon 59:1567–1570

- ---------------------. 2009. A revision of the Malagasy endemic Helmiopsis (Malvaceae s.l.) Ann. of the Missouri Bot. Garden 96: 521–540

- ---------------------. 2009. Two new species of Dombeya (Malvaceae) from Madagascar. Novon 19: 289–294

- ---------------------, h. Johnson, g. Rottinghaus. 2008. (+)-Catechin, (-)-epicatechin, and gallic acid content of seeds of hybrid grapes hardy in Missouri. Am. J. of Enology and Viticulture 59:98–102

- ---------------------, d.j. McGlinn, m. Miller, q.g. Long, j.s. Miller. 2007. How well do herbarium data predict the location of present populations? A test using Echinacea species in Missouri. Biodiversity and Conservation 16:1397–1407

- ---------------------. 2006. The identification of medicinal plants: a handbook of the morphology of botanicals in commerce. 206 pp. Ilustró B. Alongi. Am. Botanical Council, Austin, TX

- ---------------------, b. Avula, b.t. Schaneberg, y.-h. Wang, i.a. Khan. 2006. Comparative fatty acid content of seeds of four Cucurbita species grown in a common (shared) garden. J. of Food Composition and Analysis 19: 606–611

- ---------------------, w.l. Wagner, e.a. Zimmer, m. Nepokroeff. 2006. Molecular evidence resolving the systematic position of Hectorella (Portulacaceae). Systematic Botany 31:310–319

- ---------------------. 2005. A revision of the Malagasy endemic Talinella (Portulacaceae). Adansonia 3, 27:47–80

- ---------------------. 2005. Root anatomy of Ligusticum species (Apiaceae) sold as osha compared to that of potential contaminants. J. of Herbs, Spices and Medicinal Plants 11(3):1–11

- ---------------------, d.b. Pratt. 2005. The Malagasy endemic Dendroportulaca (Portulacaceae) is referable to Deeringia (Amaranthaceae): molecular and morphological evidence. Taxon 54:681–687

- ---------------------. 2003. Rhizome and root anatomy of potential contaminants of Actaea racemosa L. (black cohosh). Flora 198:358–365

- ---------------------, r.s. Wallace. 2003. Expanded circumscription of Didiereaceae and its division into three subfamilies. Adansonia 3, 25:13–16 en línea

- ---------------------, ------------------. 2002. Deletions in the plastid trnT-trnL intergenic spacer define clades within Cactaceae subfamily Cactoideae. Plant Systematics and Evolution 231:153–162

- ---------------------. 2002. A reassessment of the nomenclature of Matricaria L. and Tripleurospermum Sch.Bip. (Asteraceae). Taxon 51:757–761

- ---------------------, r. Cronn, j.f. Wendel. 2001. Comparative development of fiber in wild and cultivated cotton. Evolution and Development 3(1):1–15

- ---------------------, r.s. Wallace. 2001. Phylogeny of the portulacaceous cohort based on ndhF sequence data. Systematic Botany 26(2):406–419

- ---------------------, ------------------. 2000. Phylogeny of the Madagascan endemic family Didiereaceae. Plant Systematics and Evolution 221:157–166

- La abreviatura «Appleq.» se emplea para indicar a Wendy Linn Applequist como autoridad en la descripción y clasificación científica de los vegetales.[1]